# Handsjön, Hälsingland
Handsjön är en sjö i Ljusdals kommun i Hälsingland och ingår i Ljusnans huvudavrinningsområde. Sjön har en area på 0,255 kvadratkilometer och ligger 409 meter över havet. Sjön avvattnas av vattendraget Handsjöån.

## Delavrinningsområde
Handsjön ingår i det delavrinningsområde (685866-145408) som SMHI kallar för Mynnar i Jättån. Medelhöjden är 427 meter över havet och ytan är 7,27 kvadratkilometer. Räknas de 3 avrinningsområdena uppströms in blir den ackumulerade arean 36,5 kvadratkilometer. Handsjöån som avvattnar avrinningsområdet har biflödesordning 4, vilket innebär att vattnet flödar genom totalt 4 vattendrag innan det når havet efter 206 kilometer. Avrinningsområdet består mestadels av skog (76 procent) och sankmarker (16 procent). Avrinningsområdet har 0,3 kvadratkilometer vattenytor vilket ger det en sjöprocent på 4,1 procent.